# Marcos Antonio Campacci
Marcos Antonio Campacci  ( n. 1948) es un botánico brasileño, especializado en orquídeas.

## Algunas publicaciones
- a.d. Neto, d.h. Baptista, marcos a. Campacci. “Enciclopedia Fotográfica de Orquídeas Brasileñas” . Ed. Studium (AT) matrix  2.100 fotos

- --------------, --------------------, ----------------------------. Brazilian Orchids Photographic Encyclopedia Vol. II

- marcos a. Campacci. Coletanea de Orquídeas Brasileiras. Ed. Brasil Orquídeas

- -----------------------------. 2003. Coletânea de Orquídeas Brasileiras 2 - Bifrenaria. Ed. Brasil Orquídeas

- a.d. Neto, d.h. Baptista, marcos a. Campacci. 2006. Coletânea de Orquídeas Brasileiras 3 - Novos Gêneros (baseados em Oncidium). 32 pp. Ed. Brasil Orquídeas

- americo docha Neto, dalton h. Baptista, francisco d. vasconcelos Leitão, george f. Carr jr., marcos a. Campacci, patricia a. Harding, vitorino paiva castro Neto. 2011. Coletânea de Orquídeas Brasileiras 9. Gêneros, espécies e híbridos naturais novos. Editora Brasil Orquídeas. 48 pp.

- erwin Bohnke, george f. Carr jr., joão b. fernandes da Silva, marcos a. Campacci, sidney marçal de Oliveira. 2010. Coletânea de Orquídeas Brasileiras 8. Novas espécies. Editor Brasil Orquídeas. 48 pp.

- --------------------, -----------------------------, ----------------------------------------, ------------------------------, thiago v.s. Campacci, túlio l. Laitano. 2009. Coletânea de Orquídeas Brasileiras 7. Novas espécies. Editora Brasil Orquídeas. 52 pp.

- marcos a. Campacci, george f. Carr jr., joão batista fernandes da Silva. Coletânea de Orquídeas Brasileiras 6 - Novas Espécies. Editor Brasil Orquídeas. 40 pp.

- Paiva, V; MA Campacci. Icones Orchidacearum Brasilienses I e II. (ed. bilingüe port/ing)

- marcos a. Campacci, g.r. Chiron. 2002. O gênero Dungsiae sua mais nova espécie. Orquidário 16:3

- -----------------------------. 2002. × Encylaelia intermedia ou... × Hoffmanncyclia intermedia. Orquidário 16:4

- La abreviatura «Campacci» se emplea para indicar a Marcos Antonio Campacci como autoridad en la descripción y clasificación científica de los vegetales.[1]